# Scott Galloway (professor)
Scott Galloway (nascido em 3 de Novembro de 1964) é um palestrante, autor, empreendedor e professor clínico de marketing na Escola de Negócios Stern da Universidade de Nova York.

## Carrreira
Em 1992, ele fundou a Prophet, uma firma de consultoria de marketing e marca que emprega mais de 400 profissionais nos Estados Unidos, Europa e Ásia; em 1997, Galloway fundou a Red Envelope, um dos primeiros sites de e-commerce. Em 2005 Galloway fundou a firma de inteligência digital L2 Inc, adquirida em Março de 2017 pela Gartner, por US$ 155 milhões; e a agora extinta Firebrand Partners (fundada em 2005), um fundo hedge ativista que investiu mais de US$ 1 bilhão em empresas americanas de consumo e mídia.
Ele foi eleito para os "Líderes Globais do Amanhã" do Fórum Econômico Mundial, que reconhece 100 pessoas com menos de 40 anos cujas realizações tiveram impacto em nível global.
Ele atuou no conselho de diretores da Eddie Bauer, da The New York Times Company, da Gateway Computer, da Urban Outfitters e da Haas School of Business de Berkeley. Galloway também é conhecido por suas apresentações públicas e palestras no estilo TED, nomeadas Winners & Losers, nas quais ele apresenta os resultados do Índice Digital IQ da L2, ranking com mais de 2500 marcas globais, que abrangem comércio eletrônico, mídia social, marketing digital etc.
Galloway ensina gestão de marcas e marketing digital para estudantes de MBA do segundo ano. Grande parte de sua pesquisa se concentra em "Os Quatro" ou "Os Quatro Cavaleiros". Seu primeiro livro, Os Quatro: Apple, Amazon, Facebook e Google - O Segredo dos Gigantes da Tecnologia, foi publicado em 2017. Ele analisa os poderes e estratégias peculiares das quatro grandes empresas de tecnologia, seus novos modelos econômicos, sua inerente rapacidade, sua ambição e as consequências drásticas de sua ascensão que as pessoas enfrentam em termos sociais e individuais.

## Livros
- Galloway, Scott (2017). The Four: The Hidden DNA of Amazon, Apple, Facebook, and Google. New York: Portfolio/Penguin

no Brasil: Os Quatro: Apple, Amazon, Facebook e Google. O Segredo dos Gigantes da Tecnologia (Alta Books, 2020)
- Galloway, Scott (2019). The Algebra of Happiness: Notes on the Pursuit of Success, Love, and Meaning. New York: Portfolio/Penguin

no Brasil: A álgebra da Felicidade: Notas Sobre a Busca por Sucesso, Amor e Significado (Alta Books, 2020)
- Galloway, Scott (2020). Post Corona: From Crisis to Opportunity. New York: Portfolio/Penguin

no Brasil: Depois do Corona: da Crise à Oportunidade (Alta Books, 2021) em Portugal: Pós-Corona - Da Crise à Oportunidade (Self PT, 2021) 
- Galloway, Scott (2022). Adrift: America in 100 Charts. New York: Portfolio/Penguin
- Galloway, Scott (2024). The Algebra of Wealth: A Simple Formula for Financial Security. New York: Portfolio/Penguin

no Brasil: A álgebra da riqueza: Uma fórmula simples para o sucesso (Intrínseca, 2024)